# Phạm Hùng Dũng
Phạm Hùng Dũng (né le 28 septembre 1978 à Da Nang au Viêt Nam) est un footballeur international vietnamien, qui évolue au poste de défenseur.

## Biographie

### Carrière en sélection
Phạm Hùng Dũng reçoit 23 sélections en équipe du Viêt Nam entre 2000 et 2007, inscrivant un but.
Il participe avec cette équipe à la Coupe d'Asie des nations 2007. Il joue deux matchs lors de ce tournoi, contre le Qatar et l'Irak.

### Fait divers
Le 2 juin 2011, à 5 h 30, il est poignardé à l'hôtel Glori (Nha Trang, province de Khánh Hòa). Il est soigné à l'hôpital polyclinique de la province de Khánh Hòa. Dans l'après-midi du même jour, la police commence à enquêter sur l'incident.